# Natán Zabara
Natán Ilich Zabara (ruso: Натан Ильич Забара; Rogachev, 1908-1975) fue un escritor judío ucraniano en yidis.
Nació en un shtetl localizado en el área de Zhytomyr. Fue miembro de la Unión de Escritores de Ucrania (Soyuz Ukrainiski Pisatelei). 
Vivió de joven en Járkov y fue activista del movimiento sionista. Fue entonces cuando empezó a publicar. Durante la Segunda Guerra Mundial fue corresponsal del diario Krasnaya Zvezda (Estrella Roja). Tras la caída del fascismo en Alemania, se quedó en Berlín y trabajó para el diario ruso Tägliche Rundschau.
Durante las últimas semanas de vida de Stalin, fue arrestado, como muchos otros judíos y pasó 4 o 5 años en un gulag siberiano. Tras su liberación se fue a Kiev. 
- Datos: Q1957748